# Leucania canaraica
Leucania canaraica là một loài bướm đêm trong họ Noctuidae.